# La Rirette

La Rirette, appelée aussi Jeanneton prend sa faucille, est une chanson paillarde française composée de quatrains heptasyllabiques racontant sur le mode humoristique la rencontre entre une jeune fille et quatre « jeunes et beaux » garçons.

## Historique
La rencontre pourrait raconter un viol, la question du consentement de la jeune fille n’étant pas clairement tranchée. Cependant le ton et la thématique paillarde laissent imaginer un épisode plus coquin que forcé. Il en existe une quantité de variantes.
Cette chanson populaire issue du folklore pourrait avoir été composée par Nicolas Dalayrac dans son opéra comique Les Deux Petits Savoyards, créé en 1789. Par la suite, elle a été attribuée, sans doute à tort, à Aristide Bruant, qui en fut l'interprète avec succès en 1890.

## Paroles originales
Source sur falucheaixoise.fr
Jeanneton prend sa faucille,

La rirette, la rirette,

Jeanneton prend sa faucille,

pour aller couper du jonc (bis)

En chemin elle rencontre,

La rirette, la rirette,

En chemin elle rencontre,

Quatre jeunes et beaux garçons (bis)

Le premier un peu timide,

La rirette, la rirette,

Le premier, un peu timide,

Lui caressa le menton (bis)

Le deuxième un peu moins sage,

La rirette, la rirette,

Le deuxième un peu moins sage,

L'allongea sur le gazon (bis)

Le troisième encore moins sage,

La rirette, la rirette,

Le troisième encore moins sage,

Souleva son blanc jupon (bis)

Ce que fit le quatrième,

La rirette, la rirette,

Ce que fit le quatrième,

N'est pas dit dans cette chanson (bis)

Mais pour le savoir mesdames

La rirette, la rirette,

Mais pour le savoir mesdames

Allez donc couper du jonc (bis)

La morale de cette histoire,

La rirette, la rirette,

La morale de cette histoire,

C'est qu'les hommes sont des cochons (bis)

La morale de cette morale,

La rirette, la rirette,

La morale de cette morale,

C'est qu'les femmes aiment les cochons (bis)

## Fins alternatives
La morale de ces morales,

La rirette, la rirette,

La morale de ces morales,

C'est qu'ça fait des p'tits cochons (bis)
La morale de ces morales,

La rirette, la rirette,

La morale de ces morales,

C'est qu'sur quatre y a trois couillons (bis)
La morale de ces morales,

La rirette, la rirette,

La morale de ces morales,

C'est qu'il n'y a pas de morale (bis)